# Departamento Belén
Das Departamento Belén liegt im Norden der Provinz Catamarca im Nordwesten Argentiniens und ist eine der 16 Verwaltungseinheiten der Provinz.
Es grenzt im Norden an die Provinz Salta, im Osten an die Departamentos Santa María und Andalgalá, im Süden an die Departamentos Pomán und Tinogasta und im Westen an die Departamentos Tinogasta und das Antofagasta de la Sierra.
Die Hauptstadt des Departamentos ist das gleichnamige Belén. Sie liegt 1.465 Kilometer von Buenos Aires entfernt.

## Städte und Gemeinden
Das Departamento Belén ist in folgende Gemeinden (Municipios) und Siedlungen aufgeteilt:
| - Barranca Larga - Belén - Cóndor Huasi - Corral Quemado - El Durazno - Farallón Negro - Hualfín - Jacipunco - La Puntilla - Las Juntas - Londres - Los Nacimientos - Pozo de la Piedra - Puerta de Corral Quemado - Puerta de San José - Villa Vil |

## Wirtschaft
Landwirtschaft und Bergbau sind die Hauptaktivitäten im Departamento Belén. Im Bergbau liegt die Konzentration auf dem Abbau von Gold und Silber.